# Somatopausia
La somatopausia es la disminución progresiva de los niveles de la hormona del crecimiento (GH) y el factor de crecimiento similar a la insulina 1 (IGF-1), hormonas del eje hipotalámico-hipofisario-somatotrópico (eje HPS), con la edad. La secreción de GH puede ser solo el 60% de la de un adulto joven a los 70 años. La somatopausia produce cambios en el cuerpo, como cambios en la composición corporal, como una disminución de la masa corporal magra. Los estrógenos y la progesterona pueden oponerse a la somatopausia aumentando los niveles de GH e IGF-1.